# Собутка-Кольонія
Собутка-Кольонія (пол. Sobótka-Kolonia) — село в Польщі, у гміні Ґрабув Ленчицького повіту Лодзинського воєводства.
Населення — 102 особи (2011).
У 1975-1998 роках село належало до Конінського воєводства.

## Демографія
Демографічна структура станом на 31 березня 2011 року:
|          | Загалом | Допрацездатний вік | Працездатний вік | Постпрацездатний вік |
| -------- | ------- | ------------------ | ---------------- | -------------------- |
| Чоловіки | 49      | 7                  | 36               | 6                    |
| Жінки    | 53      | 6                  | 34               | 13                   |
| Разом    | 102     | 13                 | 70               | 19                   |